# Schmuggel an der Bucht
Schmuggel an der Bucht (späterer niederdeutscher Titel Twee Kisten Rum, auch in hochdeutscher Fassung als Zwei Kisten Rum) ist ein Bühnenwerk im Genre der Komödie von Alma Rogge und wurde später auch als Hörspiel adaptiert. Das Stück wird bis in die Gegenwart von niederdeutschen Bühnen aufgeführt, am bekanntesten ist eine Fernsehübertragung des Ohnsorg-Theaters von 1968. Die Uraufführung fand am 11. Dezember 1935 in Stralsund statt.

## Handlung
In den ersten beiden Akten ist das Bühnenbild der Friesenkrug, im dritten der Kai an der Bucht.
Ein kleines Dorf an der norddeutschen Küste. Der Torfschiffer August von Katjendorf, der Fischer Dirk Uffers und der Kleinhändler Gerd Tietjen schmuggeln zum Eigenbedarf Rum, den sie mit ihren Booten von Seeschiffen vor der Bucht übernehmen. Der geschmuggelte Rum wird dann im Friesenkrug von der Wirtin Annette Küpers als Grog serviert. Ihr Ehemann Hinnerk ist vor drei Jahren zur See gegangen und hat nie wieder von sich hören lassen. Bei der Arbeit in der Gaststätte wird Annette seit einigen Wochen von ihrer Nichte Lieschen unterstützt.
August hat einen Brief ohne Absender erhalten, aus dem hervorgeht, dass auf der Bark Esperanza (spanisch: „Hoffnung“) zwei Kisten mit je 20 Flaschen Jamaika-Rum für sie bereitstehen, gestiftet von einem „ungenannt sein wollenden, aber treuem Sohn der Heimat“. Die Freude ist riesig, aber gleichzeitig gibt es Verdruss, da der neue Zollaufseher Timpe, wegen seiner grünen Zolluniform „Der Grüne“ genannt, sehr korrekt ist, überall herumschnüffelt und offenbar nur auf eine Gelegenheit wartet, die Drei auf frischer Tat zu ertappen. Sie überreden daher den Handharmonikaspieler Lüder Bohls dazu, Timpe während ihrer Schmuggeltouren auf See zu überwachen. Je nachdem wo sich Timpe aufhält, soll eine bestimmte Melodie gespielt werden, damit die Schmuggler wissen, wo sich „Der Grüne“ befindet. Um Timpe abzulenken, wird Augusts Tochter Auguste auf Timpe angesetzt, die mit ihm flirten soll.
Während es ihnen noch grade eben gelingt, eine der zwei geschmuggelten Rumkisten in die Schlafkammer der Wirtin Annette zu schaffen, entdeckt Timpe im Schilf der Bucht die zweite Kiste und beschlagnahmt sie. Er will sie jedoch erst auf dem Hafenamt unter Zeugen öffnen. Inzwischen ist in der Bucht mit einem Boot Hinnerk Küpers aufgetaucht, der sich als der „ungenannte Sohn der Heimat“ aus dem ominösen Brief an August von Katjendorf entpuppt. Hinnerk verspricht den enttäuschten Schmugglern, den Rum wiederzubesorgen. Es gelingt den gewitzten Schmugglern, Timpe Hinnerk Küpers als Herrn Meyer vorzustellen. Timpe, der Küpers ja nicht kennt, fällt auf den Schwindel rein und beauftragt „Meyer“, die zweite Kiste aus seiner Zöllnerwohnung zum Kai zu schaffen. Obwohl Hinnerk ihn noch warnt – trauen könne man keinem Menschen – bleibt Timpe bei dem Auftrag.
Hinnerk schafft die Kiste heran. Da Timpe ihn für einen Zeugen hält, ist er bereit, die Kiste im Beisein der Schmuggler zu öffnen. Doch die Kiste enthält nur Sand – offenbar hat Hinnerk die Flaschen auf dem Weg von Timpes Wohnung zum Kai ausgetauscht. Die Schmuggler heucheln Mitleid mit Timpe, dem wohl jemand einen Streich gespielt hat. Timpe will den Fall, der ihn jetzt nichts mehr angeht, der Oberzollbehörde melden. Die Schmuggler sind nun erleichtert, da sie glauben, Timpe mit Auguste an die Leine gelegt zu haben: Auguste und Timpe haben sich inzwischen ineinander verliebt und wollen heiraten. Doch nun hat Timpe eine schlechte Nachricht für die Schmuggler: Er will sofort um seine Versetzung bitten und mit Auguste wegziehen. August ist nun ganz niedergeschlagen, denn das bedeutet, dass ein neuer „Grüner“ kommen wird, der erst wieder „gebändigt“ werden muss: „Dann geht die Komödie hier ja wieder von vorne los!“

## Zitate
- August: „Grog tut gut in allen Lebenslagen. Dem Aufgeregten besänftigt er das Gemüt, dem schwachen Menschen gibt er Kräfte.“
- Dirk: „Den Grog brauen wir nach dem altbewährten Rezept: Rum muss, Zucker kann, Wasser braucht nicht.“
- Hinnerk: „Wasser zehrt und Rum ernährt.“

## Produktionshintergrund

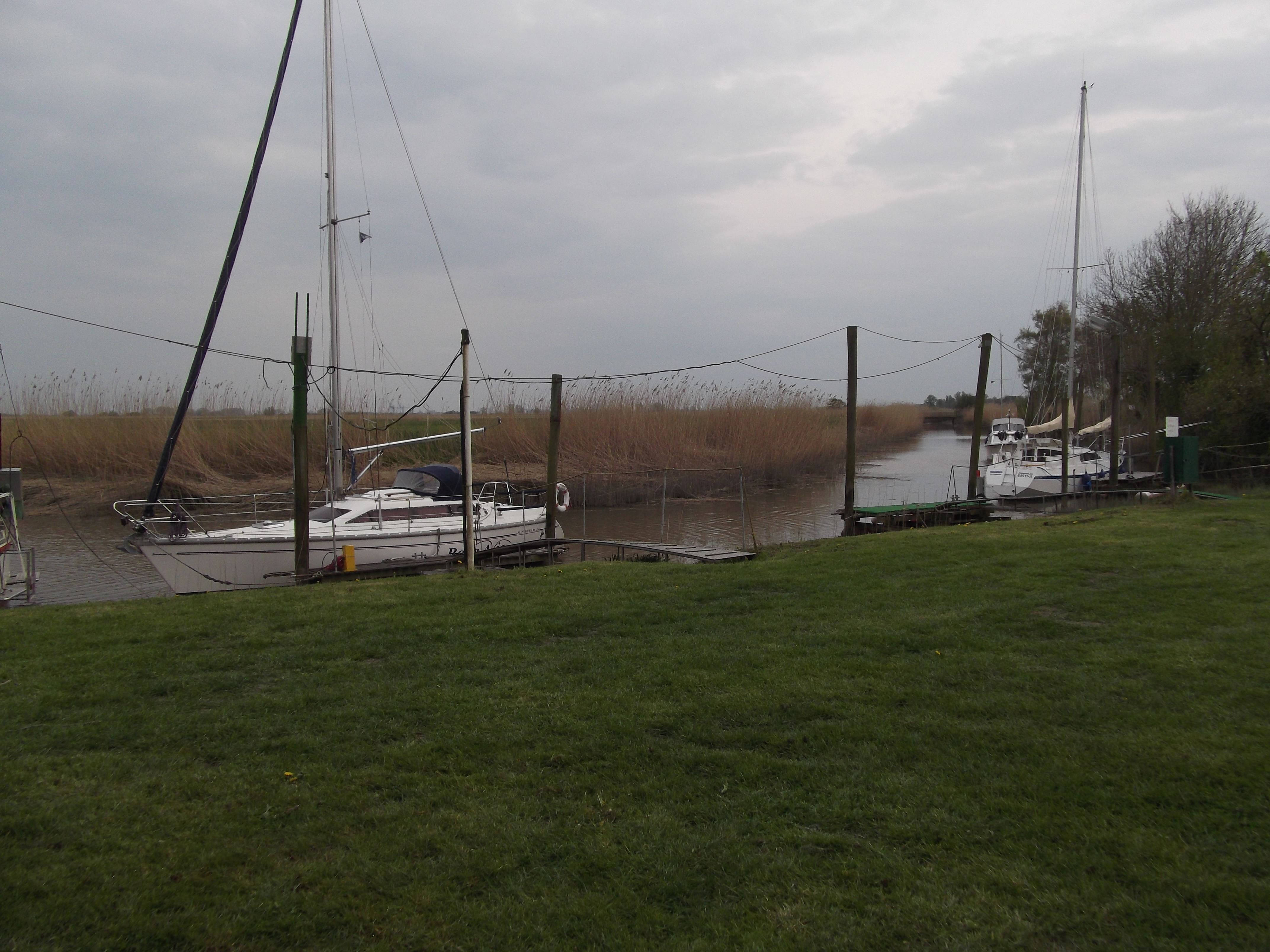
Strohauser Außensiel, Blickrichtung Inland

Die Arbeiten an dem Stück begannen 1934. Vorbild für die Szenerie der Bucht ist der Strohhauser Außensiel an der Weser, reales Vorbild für die Rollen Bewohner des oldenburgischen Rodenkirchen, wo die Autorin aufwuchs. Der dritte Akt bereitete Rogge gewisse dramaturgische Schwierigkeiten und wurde mehrfach verändert, sogar noch nach der Stralsunder Uraufführung. Die endgültige Fassung entstand offenbar erst 1936.
Das Stück, ursprünglich auf Hochdeutsch verfasst, wurde von Rogge selbst ins Plattdeutsche übertragen und erhielt dabei den Alternativtitel Twee Kisten Rum, unter dem es auch von Radio Bremen als Hörspiel ausgestrahlt wurde. Später wurde auch das hochdeutsche Original unter dem Titel Zwei Kisten Rum aufgeführt.

## Aufzeichnungen aus dem Ohnsorg-Theater

### Zwei Kisten Rum (1958)
Theaterregie: Hans Mahler, Fernsehregie: Alfred Johst
Besetzung
- Erna Raupach-Petersen: Annette Küpers
- Heinz Lanker: Hinnerk Küpers
- Walter Scherau: August von Katjendörp
- Hilde Sicks: Guste von Katjendörp
- Jochen Schenck: Dirk Uffers
- Heini Kaufeld: Gerd Tietjen
- Ernst Grabbe: Lüder Bohls
- Günther Siegmund: Zollbeamter Timpe
- Ilse Seemann: Lieschen

Das Bühnenbild stammte von Hans-Albert Dithmer.

### Zwei Kisten Rum (1968)
Theaterregie: Günther Siegmund, Fernsehregie: Alfred Johst
Besetzung
- Hilde Sicks: Annette Küpers
- Karl-Heinz Kreienbaum: Hinnerk Küpers
- Otto Lüthje: August von Katjendörp
- Christa Wehling: Guste von Katjendörp
- Jochen Schenck: Dirk Uffers
- Heini Kaufeld: Gerd Tietjen
- Wiebke Allert:	Lieschen Küppers
- Werner Riepel:	Lüder Bohls
- Günther Siegmund: Zollbeamter Timpe

Das Bühnenbild stammte auch hier von Hans-Albert Dithmer.

## Überlieferung
Die Aufführung des Ohnsorg-Theaters von 1968 wurde 2016 auf DVD ediert. Von der 1958er Fassung existiert keine sendefähige Kopie mehr.

## Niederdeutsche Hörspiele

### Twee Kisten Rum (1956)
Produzent: RB, Bearbeitung (Wort): Eberhard Freudenberg, Komposition: Georg Espitalier, Regie: Bernd Wiegmann.
Besetzung
- Carl Hinrichs: August von Katjendorp
- Ursula Tammen: Guste von Katjendorp
- Hermann Menschel: Hinnerk, Küpers
- Ruth Bunkenburg: Annette Küpers
- Gisela Matt: Lieschen
- Heinrich Kunst: Lüder Bohls
- Joachim Bliese: Dirk Uffers
- Hans-Jürgen Ott: Gerd Tietjen
- Erwin Wirschaz: Timpe

Die Abspieldauer beträgt 78 Minuten.

### Twee Kisten Rum (1966)
Produzent: NDR, Redaktionelle Zuständigkeit und Regie: Heini Kaufeld.
Besetzung
- Otto Lüthje: August von Katjendorf, Torfschiffer
- Hilde Sicks: Guste, seine Tochter
- Karl-Heinz Kreienbaum: Hinnerk Küpers, Seemann
- Erna Raupach-Petersen: Annette, seine Frau
- Günther Siegmund: Friedrich Timpe, Zollsekretär
- Jochen Schenck: Dirk Uffers, Fischer
- Günter Lüdke: Gerd Tietjen, Krämer
- Ernst Grabbe: Lüder Bohls, Fischer

Die Abspieldauer beträgt 55 Minuten.